# Ясинский, Пётр Андреевич
Пётр Андреевич Ясинский (род. 22 июля 2000, Челябинск) — российский хоккеист, защитник.

## Биография
Воспитанник челябинского «Трактора», тренеры Анвар Гатиятулин, Максим Смельницкий, Илья Лапшин, Сергей Хрущев. В сезонах 2017/18 — 2020/21 — игрок команды МХЛ «Белые медведи». В сезонах 2019/20 — 2021/22 провёл 76 матчей в КХЛ в составе «Трактора», в сезонах 2019/20 — 2023/24 также играл в ВХЛ за «Челмет». 10 июня 2024 года с Марселем Шолоховым был обменян на денежную компенсацию в ханты-мансийскую «Югру». 29 декабря 2024 был обменян на денежную компенсацию в тюменский «Рубин».